# Saint-Aubin (Landes)
Saint-Aubin é uma comuna francesa na região administrativa da Nova Aquitânia, no departamento Landes. Estende-se por uma área de 9,62 km². Em 2010 a comuna tinha 517 habitantes (densidade: 53,7 hab./km²).